# Conferência Nacional de Cultura
Conferência Nacional de Cultura é o encontro de agentes culturais de todo o Brasil para o debates das políticas culturais. É organizado pelo Ministério da Cultura e precedido por conferências setoriais, estaduais e municipais de cultura.

## Histórico
A 1ª Conferência Nacional de Cultura, realizada em 2005, contou com a participação de cerca de 60 mil pessoas, de 1.190 cidades e 17 estados.
A 2ª Conferência Nacional de Cultura, realizada em 2010, contou com 220 mil participantes, envolvendo todos os estados, o Distrito Federal e 57% das cidades brasileiras.
A 3ª Conferência Nacional de Cultura, realizada em 2013, contou com a participação de representantes dos 26 estados e do Distrito Federal. O Nordeste foi a região que mais enviou representantes para o evento: 31% do total, seguida do Sudeste, com 22%, Centro-Oeste, com 21%, Sul (12%) e Norte (9%).